# Qabiao
Le qabiao (ou pubiao, pu-péo, laqua) est une langue taï-kadaï, de la branche kadaï, parlée au Vietnam et en Chine, dans la province de Yunnan.

## Classification
Le qabiao fait partie des langues kadaï, un des sous-groupes des langues taï-kadaï. En Chine, Les Qabiao sont recensés par les autorités dans la nationalité yi.

## Vocabulaire
Exemples du vocabulaire de base du qabiao :
| français | qabiao  |
| -------- | ------- |
| un       | ʨia33   |
| dix      | pat33   |
| dent     | suaŋ54  |
| eau      | oŋ33    |
| oiseau   | nuk35   |
| année    | mjaːi33 |

## Sources
- (en) Jerold A. Edmondson 2008, Kra or Kadai Languages, dans The Tai-Kadai Languages (éditeurs, Anthony Van Nostrand Diller, Jerold A. Edmondson, Yongxian Luo), pp. 653-670, Londres, Routledge.
- (zh) Li Jinfang, Zhou Guoyan, 1999, 仡央语言探索 - Gēyāng yǔyán tànsuǒ - Studies on Outlier Kam-Tai, Pékin, Zhōngyāng mínzú dàxué chūbǎnshè  (ISBN 7-81056-289-4)